# 광원 목록
전자기 스펙트럼의 가시적 부분인 광원의 목록이다. 광원은 열, 화학 반응, 질량 변환 또는 전자기 에너지의 다른 주파수와 같은 다른 에너지원으로부터 광자를 생성하며 전구 및 태양과 같은 별을 포함한다. 반사경(예: 달, 고양이 눈, 거울)은 실제로 반사되는 빛을 생성하지 않는다.

## 연소

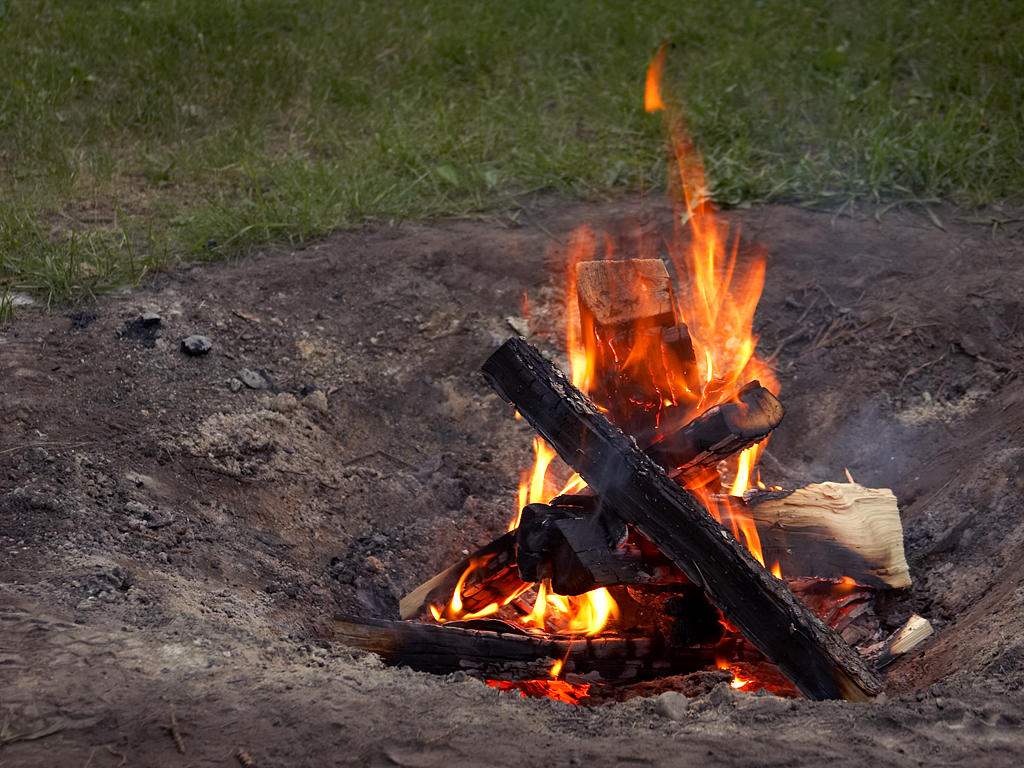
모닥불.

- 불

## 자연

### 우주
- 천체
  - 태양 (태양광 (태양 복사))
    - 해넘이와 해돋이
    - 코로나
    - 광구

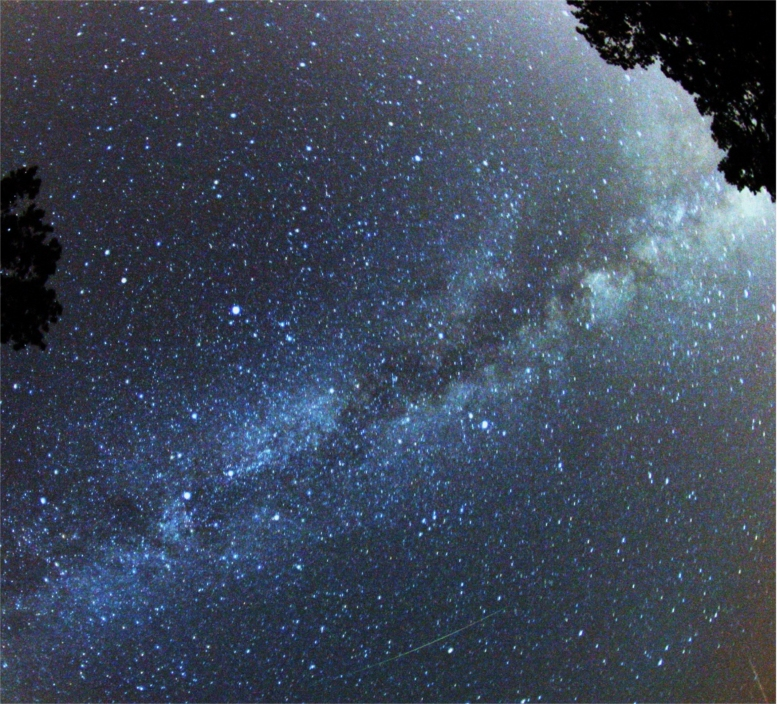
은하수와 유성.

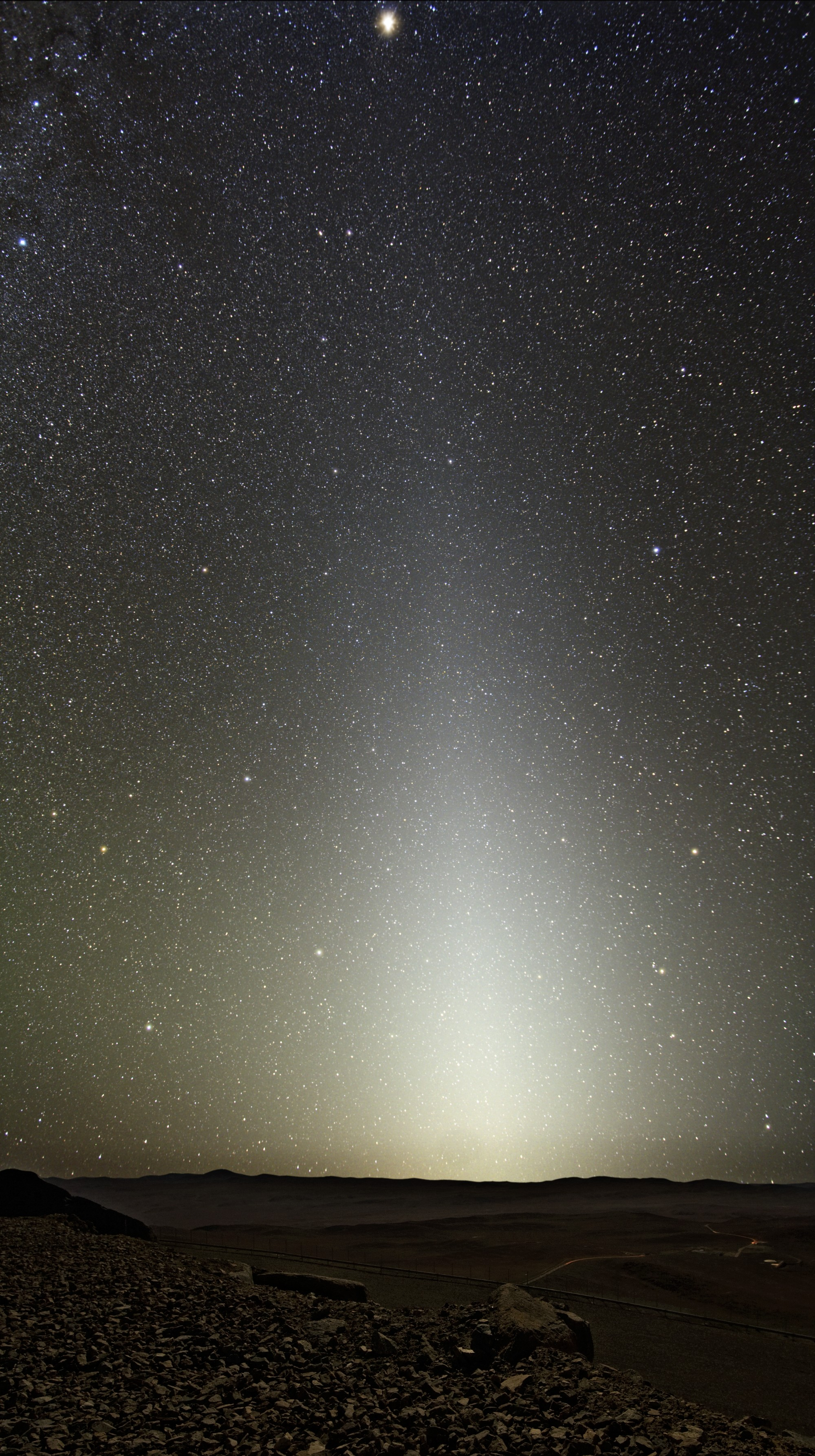
황도광.

  - 별빛 (항성 개개뿐 아니라 성단, 은하와 성운을 통한 간접적 빛도 포함)
    - 밝은 항성 (겉보기 등급순 별 목록)
    - 퀘이사, 착증 디스크, 블랙홀, 블레이저, 마그네타, 성운, 펄사 등 심원천체

  - 초신성
  - 은하수
- 대기권 진입 (이온화와 가열 때문)
  - 유성
  - 유성우 (분류, 목록)
  - 폭발 유성
- 번개 (플라스마)
  - 레드 스프라이트
  - 구전 현상
  - 중간권 발광 현상
- 오로라
- 체렌코프 효과 (방사선)
- 코로나 질량 방출
- 감마선 폭발

## 화학 물질

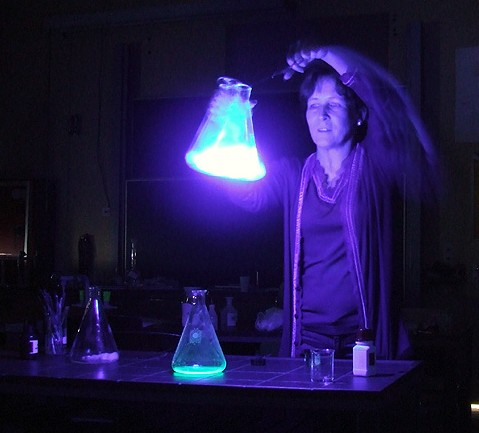

- 화학 발광 (형광봉)
- 형광
- 인광
  - 백린

## 전기
- 발광다이오드
- 백열등
- 형광등

## 같이 보기
- 분광기
- 발광 효율